# Kevin Beurle
Kevin Beurle (19 de enero de 1956 – 29 de mayo de 2009) fue un científico espacial británico y programador en Reina Mary, Universidad de Londres, quién jugó una función clave en la misión Cassini-Huygens para estudiar el planeta Saturno y sus lunas. Fue un especialista en sistemas de imágenes espaciales. Fue líder en la programación del Cassini en QMUL, desarrollando softwares y diseñando las secuencias de observación de la aeronave.

## Biografía
Beurle tuvo una hija, Angharad, nacido en 1983, y fue la quinta generación de vegetarianos. Fue un entusiasta buzo subacuático entre otros deportes acuáticos. Empezó su formación de buceo formal en 1997 y entrenó hasta el nivel de PADI Instructor de Personal. También fue alpinista entusiasta y esquiador.
En 2005, Beurle estaba en el tren Oval durante el fallido 21 de julio de 2005 Londres bombings.

## Muerte
Murió el 29 de mayo de 2009 cuándo el globo de aire caliente colisionó con otro y se desplomó 50 m en Cappadocia, Turquía. Fue el único fallecido, otros padecieron severas heridas.